# Belisana yanhe
Belisana yanhe is een spinnensoort uit de familie trilspinnen (Pholcidae). De soort komt voor in China.